# Maki Haneta
Maki Haneta (jap. 埴田 真紀, Haneta Maki; * 30. September 1972) ist eine ehemalige japanische Fußballspielerin.

## Karriere

### Verein
Sie begann ihre Karriere bei Matsushita Electric Panasonic Bambina. Sie trug 1994 zum Gewinn der Nihon Joshi Soccer League bei.

### Nationalmannschaft
Haneta wurde 1993 in den Kader der japanischen Nationalmannschaft berufen und kam bei der Asienmeisterschaft der Frauen 1993 zum Einsatz. Sie wurde in den Kader der Weltmeisterschaft der Frauen 1995 und Olympischen Sommerspiele 1996 berufen. Insgesamt bestritt sie 30 Länderspiele für Japan.

## Errungene Titel

### Mit Vereinen
- Nihon Joshi Soccer League: 1994

### Persönliche Auszeichnungen
- Nihon Joshi Soccer League Bester Spieler: 1994
- Nihon Joshi Soccer League Best XI: 1993, 1994, 1996, 1998